# Interpoláló szelence

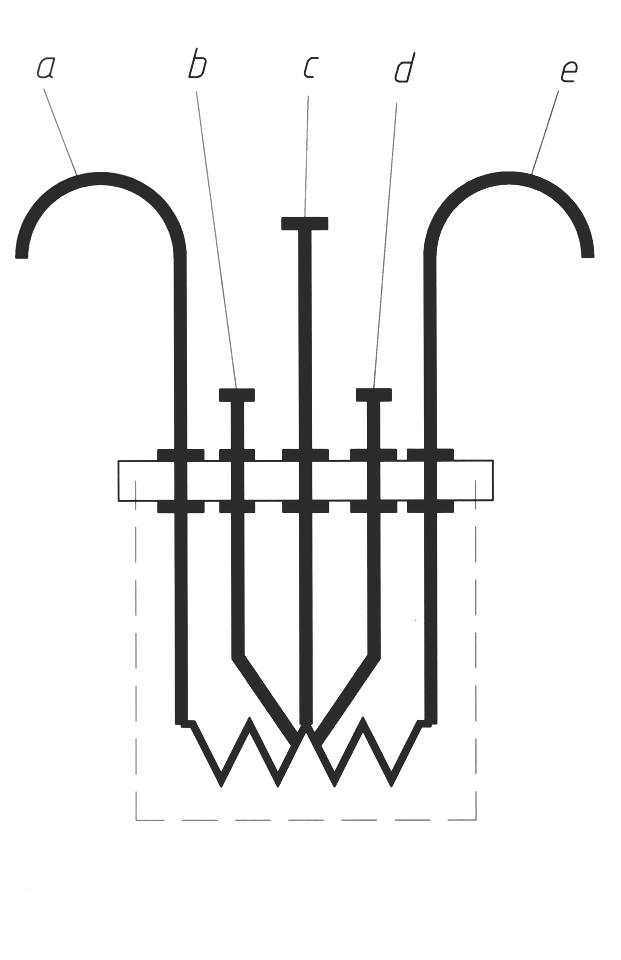
Interpoláló szelence

A normálellenálláshoz hasonló szerkezettel készítenek hídágakat (pl. 100+100 Ω), és interpoláló hídágakat, interpoláló szelencéket.

## Szerkezete
Szerkezete a normálellenálláshoz hasonlatos. A beépített elemek csatlakozási pontjai nagy gondossággal vannak a kapcsokhoz kivezetve. Az ábra szerinti kivitelnél 100+100 Ω esetében 
Rab=Rde  =99,95 Ω és Rbc=Rcd  =0,05 Ω
A mechanikai behatásoktól szilárd fémből készült hengeres burkolat kell, hogy védje, mely a szigetelőlemezhez stabilan rögzítve van. A burkolat lehet perforált (német PTR-minta), vagy teljesen zárt (angol NPL-minta). A perforált kivitel  hűtőfolyadékban erélyesen hűthető, jobban terhelhető. A teljesen zárt típus kevésbé terhelhető, de biztonságosabban védett. Alapegységek, mintamértékek készítésére ez alkalmasabb.

## Az ellenállás anyaga
1. Az anyagukkal szemben követelmény, hogy a vörösrézhez és a bronzhoz képest ne adjanak termofeszültséget és kontaktusfeszültséget.
2. A hőmérséklet-változás hatására bekövetkező ellenállás-változásuk legyen kicsi, és ismert.
3. Legyen az idő múlásával tartós, állékony, időben stabil.

Ezeknek a feltételeknek két anyag felel meg:
1. Weston-féle manganin (82% Cu, 12% Ni és 4% Mn)
2. Arany-króm ötvözet (kb. 96% Au és 4% Cr)

## Minőségi előírások
1. Értéke legalább 10−4-részig egyezzen meg a névértékével
2. A valódi értéke legalább 10−5 részig legyen kimérve
3. A hőmérséklet-változás hatására bekövetkező értékváltozás legyen kicsi, és ismert. Mértéke legyen kisebb, mint 10−5/°C
4. Értéke legyen időben stabil. Tényleges ellenállását legalább évente szükséges ellenőrizni.
5. Műszerek minősítésénél tilos ugyanazt a mérési összeállítást használni, melyben a hitelesítése történt a műszernek.

## Használata hídkapcsolásban

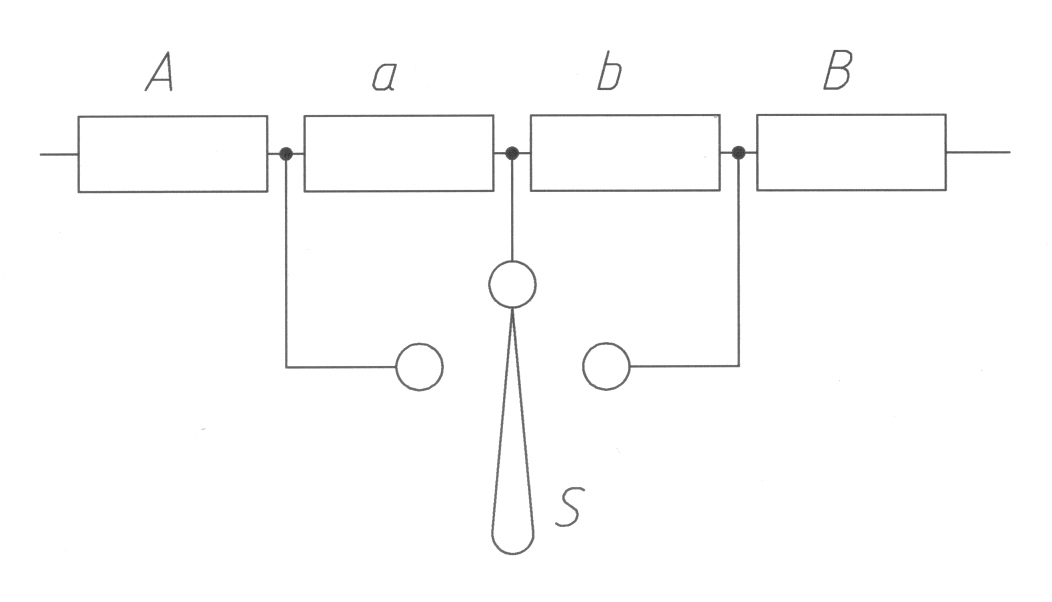
Interpoláló szelence elvi kapcsolása

A Wheatstone-híd kényelmesen használható eleme lehet az interpoláló szelence. Ebben a híd két egyenlő ellenállású ága van egyesítve, és csapolásokkal ellátva. Általában az alábbi számszerű előírás szerint:A=B, és a=b=5×10−4×(A+a)= 5×10−4×(B+b) Tehát például a 2×100 Ω-os összeállítás ellenállása:
ΣR=99,95+0,05+0,05-99,95=200 Ω.
Két közel egyező ellenállás összehasonlítására ez nagyon jól használható, ha a azok eltérése 1‰-nél kisebb. Az S jelű kapcsolóval valamely ellenállás rövidrezárható. 